# Everybody's Doin' the Hustle & Dead on the Double Bump
Everybody's Doin' the Hustle & Dead on the Double Bump é o 44º álbum de estúdio do músico americano James Brown. O álbum foi lançado em setembro de 1975 pela Polydor Records.

## Faixas
| N.º | Título                                 | Duração |  |
| 1.  | "Hustle!!! (Dead on It)"               | 5:01    |  |
| 2.  | "Papa's Got a Brand New Bag"           | 5:33    |  |
| 3.  | "Your Love"                            | 4:09    |  |
| 4.  | "Turn On the Heat and Build Some Fire" | 6:08    |  |
| 5.  | "Superbad, Superslick"                 | 6:49    |  |
| 6.  | "Calm & Cool"                          | 5:48    |  |
| 7.  | "Kansas City"                          | 7:47    |  |

## Créditos
- Bob Both - supervisor de produção, gravação e engenheiro de mixagem
- David Stone, Major Little - engenheiro assistente
- Douglas Gervasi - fotografia da capa